# Гвизарма

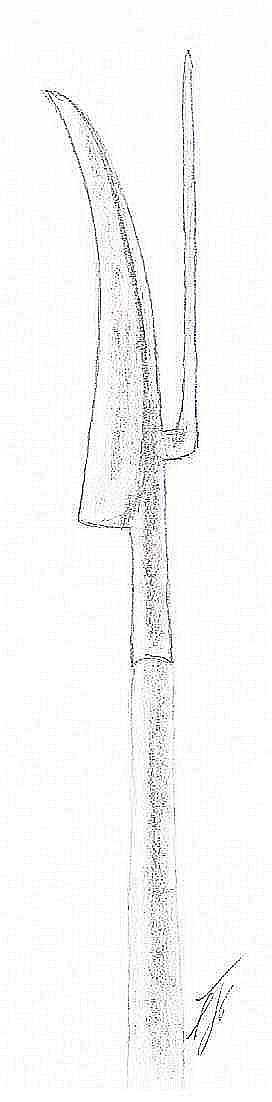
Гизарма

Гвизарма (гизарма, гизарда, итал. guisarme) — древковое оружие типа глефы, с длинным узким, слегка изогнутым наконечником (железком), с лезвием на вогнутой стороне, имеющее на обухе железка в направлении продолжения древка прямое шиловидное, заострённое на конце ответвление. 
Искривлённым клинком перерезали сухожилия у лошади противника или стягивали всадника с лошади, а прямой и длинный клинок служил для поражения врага, в первую очередь кавалериста.
Произошла от сельскохозяйственного инвентаря крестьян в Англии, и в классической форме представляла собой комбинацию модифицированных косы и кривого сучкорезного ножа. Окончательный внешний вид оформился в конце XIV века. 
В зависимости от народа Западной Европы, использовавшего это оружие, имела в нижней части первого клинка длинный шип, расположенный перпендикулярно клинку. В Англии XV—XVII веков она называлась биллом (англ. bill), в Германии — россшиндером (нем. Rossschinder). В Итальянских государствах XVI века она называлась ронконе (roncone), ронко (ronco), или ронка (ronca), и имела, как правило, длинный трёхгранный шип (как у алебарды), а также более увесистый, по сравнению с английскими биллами, крюк, заточенный по внутренней стороне.

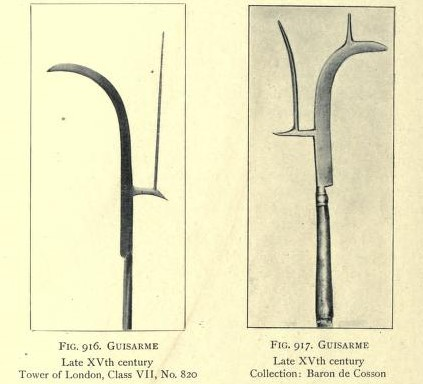
Гвизармы
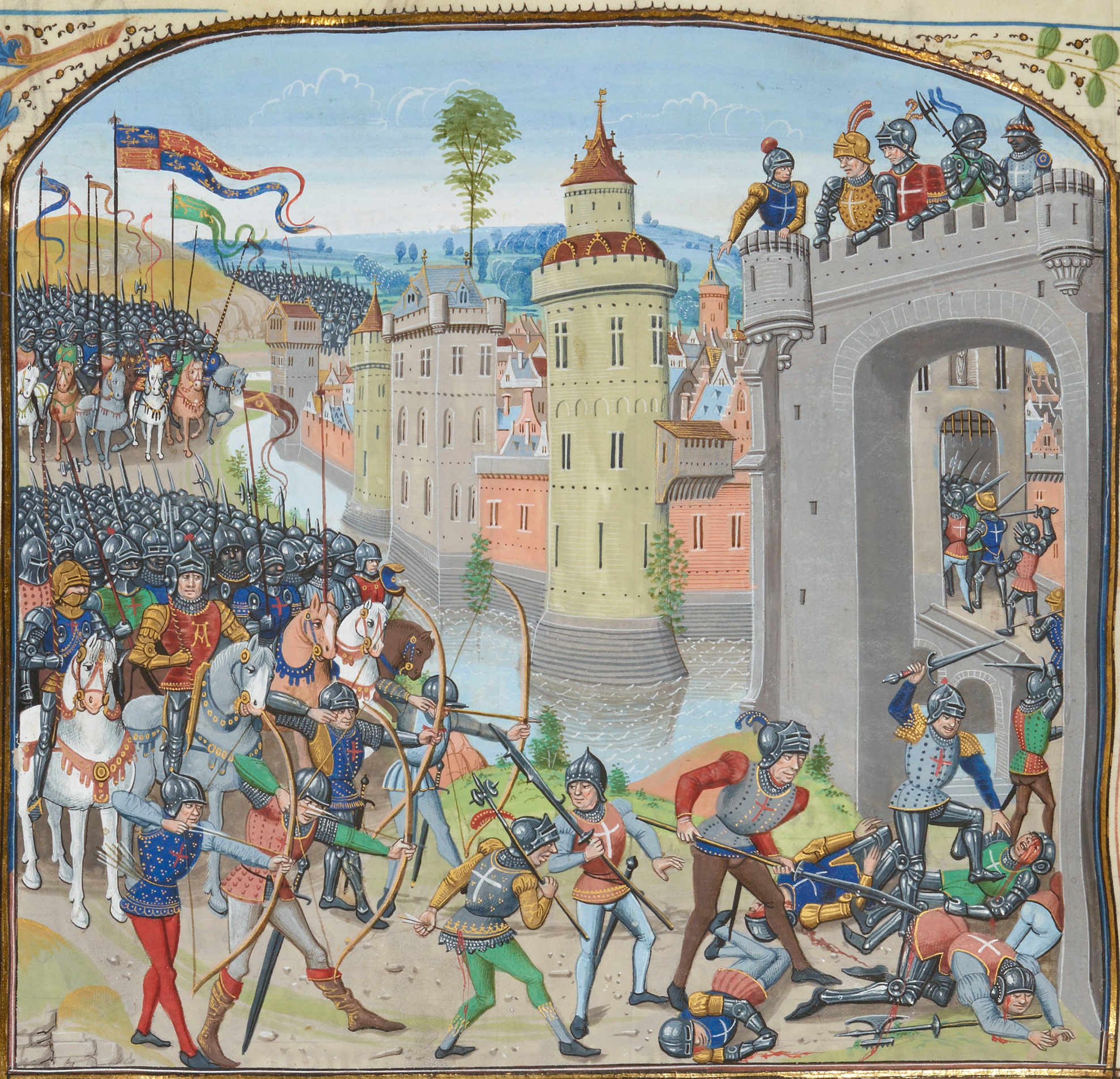
Битва за Кан (1346). На переднем плане воин с гизармой. Миниатюра из «Хроник» Фруассара. XV век
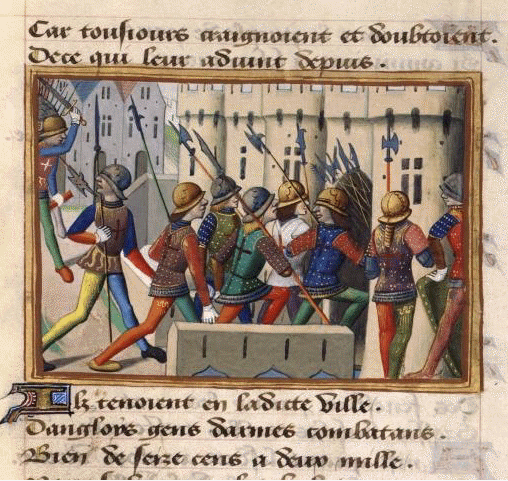
Сдача Парижа в 1420 году. Миниатюра из «Вигилий на смерть короля Карла VII» (1483). Второй воин слева вооружён гизармой
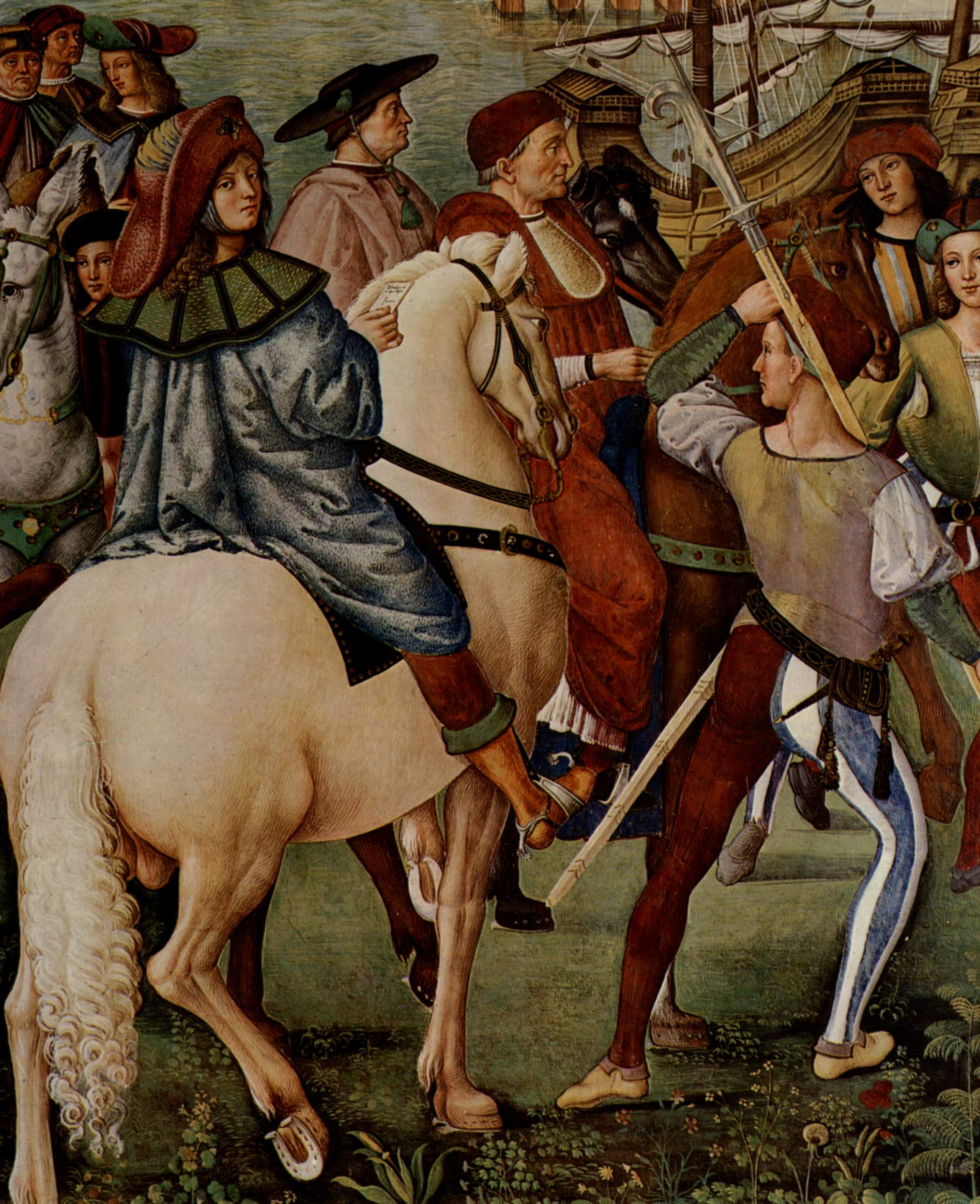
Фрагмент росписи библиотеки Пикколомини в Сиенском соборе кисти Пинтуриккьо (1502—1509).
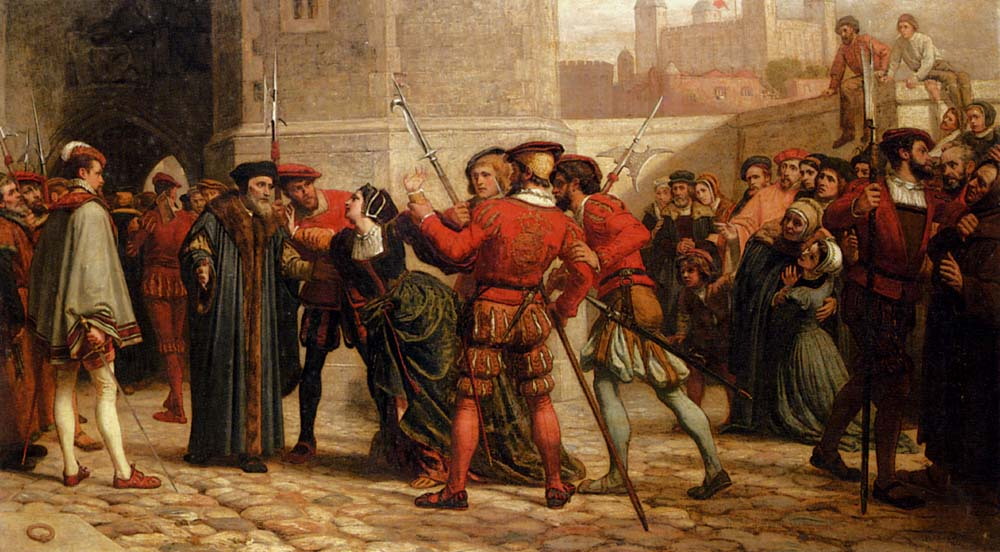
«Встреча Томаса Мора с дочерью после вынесения ему приговора». Худ. Уильям Фредерик Йимз (1872).